# Kirin Cup 1995
De Kirin Cup 1995 was de 16e editie van de Kirin Cup. Het toernooi werd gehouden van 21 tot en met 28 mei, het werd gespeeld in Japan. De winnaar van dit toernooi was Japan, zij wonnen dit toernooi voor 2e keer.

## Eindstand
| Pos | Land      | Wed | Win | Gel | Ver | DV | DT | +/− | Pnt |
| --- | --------- | --- | --- | --- | --- | -- | -- | --- | --- |
| 1   | Japan     | 2   | 1   | 1   | 0   | 3  | 0  | +3  | 4   |
| 2   | Schotland | 2   | 1   | 1   | 0   | 2  | 1  | +1  | 4   |
| 3   | Ecuador   | 2   | 0   | 0   | 2   | 1  | 5  | –4  | 0   |

## Wedstrijden
|                                |           |       |             |                                                                          |
| 21 mei 1995 «onderlinge duels» | Japan     | 0 – 0 | Schotland   | Hiroshima Toeschouwers: 24.556 Scheidsrechter: Armando Pérez Hoyos (COL) |
| 21 mei 1995 «onderlinge duels» | Omura '88 |       | '34 Spencer | Hiroshima Toeschouwers: 24.556 Scheidsrechter: Armando Pérez Hoyos (COL) |

|                                |                    |           |               |                                                                  |
| 24 mei 1995 «onderlinge duels» | Schotland          | 2 – 1     | Ecuador       | Toyama Toeschouwers: 5.669 Scheidsrechter: Masayoshi Okada (JPN) |
| 24 mei 1995 «onderlinge duels» | Robertson Crawford | (details) | Hurtado pen.' | Toyama Toeschouwers: 5.669 Scheidsrechter: Masayoshi Okada (JPN) |

|                                |                                        |           |         |                                                                        |
| 28 mei 1995 «onderlinge duels» | Japan                                  | 3 – 0     | Ecuador | Tokio Toeschouwers: 50.000 Scheidsrechter: Lutz Michael Fröhlich (DUI) |
| 28 mei 1995 «onderlinge duels» | Nakayama 36' Miura 46' (pen) 53' (pen) | (details) |         | Tokio Toeschouwers: 50.000 Scheidsrechter: Lutz Michael Fröhlich (DUI) |

| Winnaar Kirin Cup |
| ----------------- |
|                   |
| Japan 2e titel    |